# Efraín Gutiérrez
César Efraín Gutiérrez Álvarez (né le 7 mai 1954 à La Ceiba au Honduras) est un joueur de football international hondurien qui évoluait au poste de défenseur, avant de devenir ensuite entraîneur.

## Biographie

### Carrière de joueur

#### Carrière en sélection
Efraín Gutiérrez joue en équipe du Honduras entre 1981 et 1985.
Il dispute avec le Honduras quatre matchs rentrant dans le cadre des éliminatoires du mondial 1982, et six comptant pour les éliminatoires du mondial 1986.
Il figure dans le groupe des sélectionnés lors de la Coupe du monde de 1982. Lors du mondial organisé en Espagne, il joue deux matchs : contre le pays organisateur, puis contre l'Irlande du Nord.